# Brémai repülőtér
A Brémai repülőtér (IATA: BRE, ICAO: EDDW) egy nemzetközi repülőtér Németországban, Bréma közelében. A várostól 3,5 kilométerre délre található és 2,31 millió utast kezelt 2019-ben. Elsősorban európai nagyvárosi és szabadidős célállomásokra közlekedő járatok használják.

## Története

### Kezdeti évek
A repülőtér kezdetei a 20. század elejére nyúlnak vissza. A Bremer Verein für Luftschiffahrt, egy helyi repülőklub 1910 nyarán hajtotta végre az első kísérleti repüléseit a jelenlegi helyszínen, a helyi helyőrség akkori felvonulási területén. A brémai szenátus támogatta egy repülőtér létrehozását, hogy Bréma be tudjon kapcsolódni a növekvő léghajóútvonal-hálózatba. A megnyitására 1913. május 16-án adtak hivatalos engedélyt. A kezdeti infrastruktúrája az eredetileg tervezett léghajók helyett repülőgépek üzemeltetésére összpontosított. Több fából készült hangárt építettek.
Az első világháború alatt a repülőtér katonai igazgatás alá került, és a polgári célú működése megszűnt. A hadsereg egy fából készült hangárt épített, de csak kis számú műveletet hajtott végre a repülőtérről. A háború után a repülőtér csak 1920. július 18-án nyílt meg újra, és a KLM holland légitársaság nem sokkal később megkezdte menetrendszerű járatait üzemeltetni Amszterdamba. Ugyanebben az évben a weimari nemzetgyűlés engedélyezte a repülőtér korszerűsített létesítményeibe történő beruházást. A repülőtér igazgatása az újonnan alapított Bremer Flughafengesellschafthoz került. 1923-ban a repülőtér melletti területen megalapították a Focke-Wulf repülőgépgyártó vállalatot.

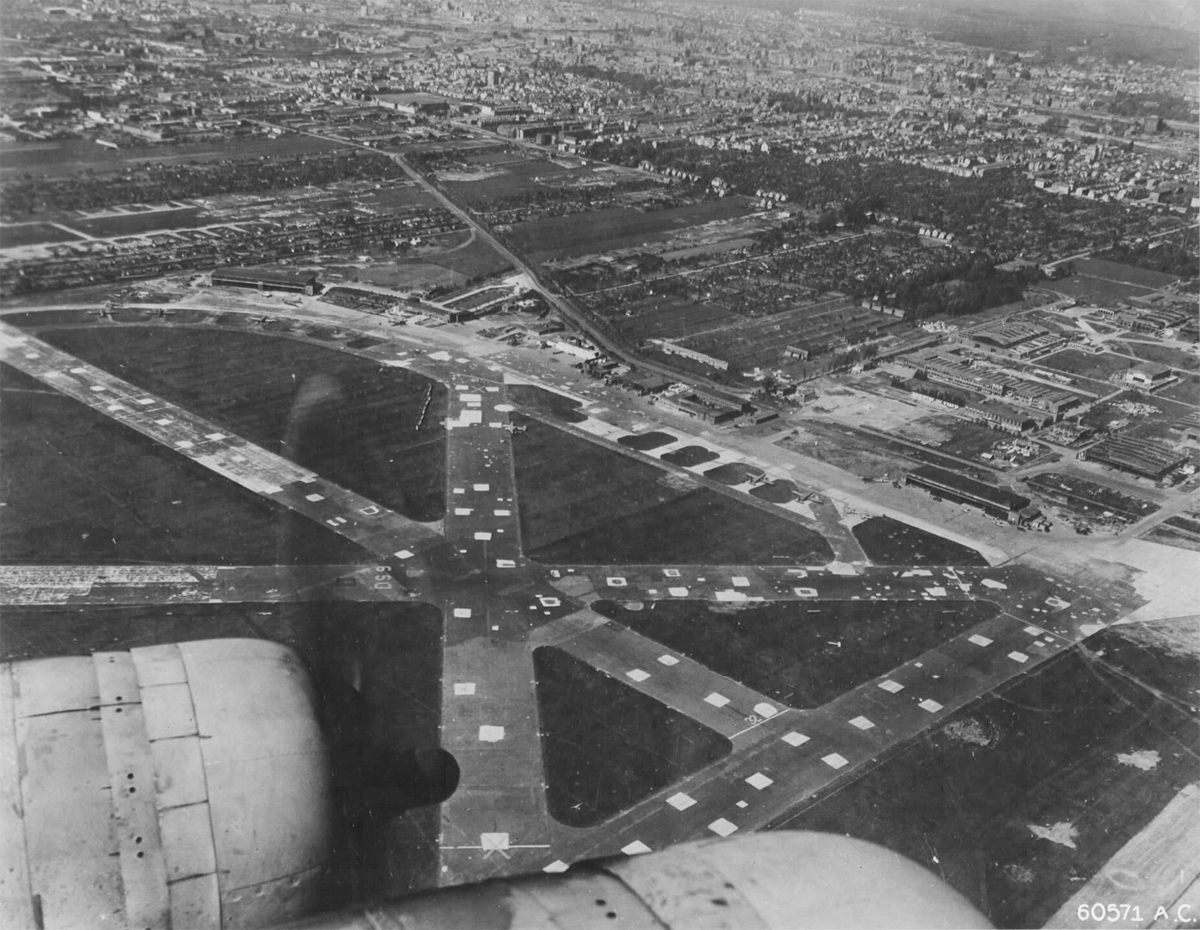
A brémai repülőtér 1946-ban

### Második világháború
Az 1930-as években több új terminálépületet és hangárt építettek, a legnagyobb 1937-ben készült el. Ugyanebben az évben négy új kifutópálya épült. Ezek csillagszerűen helyezkedtek el. A nácik uralma alatt egyre erősödő katonai fegyverkezés a repülőtéren is kezdett megmutatkozni, a Luftwaffe ugyanis kiképzőbázist létesített itt. A második világháború kitörésével a polgári célú működése ismét megszűnt. 1939 novembere és 1940 júniusa között rövid ideig a repülőtér egy Focke-Wulf Fw 200-as bombázószázad bázisául szolgált. A háború későbbi szakaszában a repülőtér a Focke-Wulf gyárhoz való közeli elhelyezkedése miatt ismételt bombázásoknak volt kitéve. A háború végére az infrastruktúra nagy része megsemmisült vagy súlyosan megrongálódott.
Az Egyesült Államok hadserege 1945-ben vette át a repülőteret és a szomszédos repülőgépgyárat, hogy légibázisként használja. A szükséges javítások elvégzése után főleg szállító repülőgépek használták az egyébként britek által megszállt Észak-Németországon belüli amerikai enklávéba és onnan kirepülve. A repülőtér irányítását 1949-ben adták vissza a brémai hatóságoknak. A polgári forgalom még abban az évben újraindult: a Scandinavian Airlines a brémai repülőteret a Skandináviából Genfbe és Bécsbe tartó útvonalakon megállóként használta. A 09-27-es kifutópályát 2 000 méterre hosszabbították meg.

### Fejlődés az 1950-es évek óta
Az 1950-es évek közepén a terminálépületeket átépítették, és a Lufthansa menetrend szerinti járatokat indított a repülőtérre. A német légitársaság pilótaképző tevékenységét (Lufthansa Aviation Training) is a repülőtéren hozta létre. Az 1960-as években Brémában megkezdődött a menetrend szerinti sugárhajtású járatok üzemeltetése. 1971-ben egy nagy radarrendszert telepítettek a repülőtér déli peremére.
1989 volt az első év, amikor a repülőtéren több mint egymillió utas fordult meg, a jelenlegi terminálépületet pedig 1998-ban nyitották meg.
2016 januárjában a repülőtér üzemeltetője bejelentette, hogy a fő terminálépületben 2018-ig jelentős átalakítási és felújítási munkálatokat végeznek. Az 1., 2. és 3. terminálszakaszt több más változtatás mellett összevonták. 2016 májusában a repülőtér bevezette új arculatát: a BRE Bremen Airport a City Airport Bremen helyébe lépett.
2017 februárjában a British Airways bejelentette, hogy megszünteti a Brémából Londonba és Manchesterbe közlekedő járatait, amelyeket a SUN-AIR üzemeltetett. 2017 áprilisában a repülőtér bejelentette, hogy nevét Hans Koschnick korábbi polgármesteréről és tiszteletbeli brémai polgáráról Bréma Hans Koschnick repülőtérre változtatja.
2018 októberében a Ryanair bejelentette, hogy 2018. november 5-én bezárja bázisát a repülőtéren.
2021 februárjában a Lufthansa Aviation Training bejelentette, hogy a teljes németországi gyakorlati képzését a brémai repülőtérről a Rostock-Laage repülőtérre helyezi át.

## Légitársaságok és úticélok
Utoljára frissítve: 2024-11-2
2024-ben a Brémai repülőtérről az alábbi járatok indulnak:
| Légitársaság                  | Célállomások |
| ----------------------------- | --- |
| Aegean Airlines               | Szezonális charter: Heraklion |
| Austrian Airlines             | Bécs |
| Corendon Airlines             | Szezonális: Antalya, Hurghada |
| European Air Charter          | Szezonális charter: Burgas |
| Eurowings                     | Stuttgart Szezonális: Palma de Mallorca                                                                                                 |
| FlyOne                        | Chișinău (2025. április 17-én) |
| KLM                           | Amszterdam |
| Lufthansa                     | Frankfurt, München |
| Pegasus Airlines              | Istanbul–Sabiha Gökçen Szezonális: Antalya                                                                                              |
| Ryanair                       | Alicante, London–Stansted, Málaga, Palma de Mallorca, Vilnius Szezonális: Lanzarote, Zadar                                              |
| Sundair                       | Fuerteventura Szezonális: Beirut, Burgas, Gran Canaria, Heraklion, Hurghada, Monastir, Palma de Mallorca, Rhodes, Tenerife–South, Varna |
| SunExpress                    | Antalya, Izmir |
| Swiss International Air Lines | Zurich |
| Tailwind Airlines             | Szezonális charter: Antalya |
| Trade Air                     | Charter: Pristina |
| Turkish Airlines              | Istanbul |
| Wizz Air                      | Skopje |

## Forgalom
Az utasforgalom az elmúlt években az alábbi módon változott:
| Utasok száma | 1 021 770 | 1 336 403 | 1 714 588 | 1 819 831 | 1 739 797 | 2 486 337 | 2 447 007 | 2 660 754 | 2 308 338 | 1 493 007 |
|              | 1991      | 1994      | 1998      | 2001      | 2005      | 2008      | 2012      | 2015      | 2019      | 2022      |

## Megközelítés

### Villamos
A 6-os villamos 6-10 percenként (vasárnap esténként akár 20 percenként) indul a Brémai Egyetemhez a Domsheiden és a Hauptbahnhofon keresztül. A városközpont 11 perc alatt, a központi pályaudvar 16 perc alatt, az egyetem pedig 30 perc alatt érhető el.

### Autó
A repülőtér az A1-es autópályán (Balti-tenger – Ruhr-vidék; Arsten kijárat) és a még csak részben elkészült A281-es autópályán keresztül érhető el, amely áthalad Bréma városán.